# It Comes at Night
It Comes at Night (bra: Ao Cair da Noite; prt: Ele Vem à Noite) é um filme estadunidense de 2017, dos gêneros terror e suspense, escrito e dirigido por Trey Edward Shults.
O filme estreou mundialmente no Festival de Cinema Overlook em 29 de abril de 2017, nos Estados Unidos, e será lançado em 9 de junho de 2017 nos Estados Unidos, pela A24, e em 22 de junho de 2017 no Brasil, pela Diamond Filmes.

## Elenco
- Joel Edgerton como Paul
- Christopher Abbott como Will
- Carmen Ejogo como Sarah
- Kelvin Harrison Jr. como Travis
- Riley Keough como Kim
- Griffin Robert Faulkner como Andrew
- David Pendleton como Bud
- Chase Joliet
- Mick O'Rourke